# トゥカラク
トゥカラク (Tukaraq) はソマリランドのスール地域にある村。元は小さな村だったが、2007年にプントランドが支配していた西隣の大きな町ラス・アノドがソマリランドに武力占領されたため、プントランド軍対ソマリランド軍の最前線となった。2018年にソマリランド軍がトゥカラク全体を実効支配した。

## 歴史
1997年7月、ソマリランドの首都ハルゲイサで、ソマリランド政府担当者と国連機関、NGOによる水と環境衛生に関するプロジェクトが始動し、ラス・アノドを中心として、Oog、ヤゴリ、トゥカラク、フドゥン、Godalo、アイナバ、Odweine、Yiroweなど周辺都市でも進められた。
1998年に独立したプントランドは、2002年にラス・アノドを支配下に置いた。
2007年9月30日、アディカデエにいた親ソマリランド派の民兵が、ラス・アノド市内のプントランド軍と戦闘を開始した。10月15日にはソマリランド本軍がラス・アノドを占拠した。以後はソマリランド軍とプントランド軍は、ラス・アノドとトゥカラクの間で対峙することとなった。
2018年1月、ソマリランド情報長官は、ソマリア連邦政府軍がコリレイとトゥカラクを攻撃したと発表した。ソマリランド軍はこれを理由にして、プントランドの税関職員が常駐するトゥカラクの検問所を攻撃した。このトゥカラクの戦いにより、1月22日から トゥカラクの都市部はソマリランドが実効支配することになった。また、新たに1万人以上の国内避難者が発生した。
2018年7月、政府間開発機構と国連ソマリア支援ミッション は合同で、トゥカラクの紛争解決のため、プントランドの首都ガローウェとソマリランドの首都ハルゲイサに訪問した。
2018年11月、ソマリランドのアブディ大統領と国連のソマリア特使ニコラス・ヘイソムがソマリランドの首都ハルゲイサで会談し、トゥカラク紛争も話題に上ったと報じられたが、その詳細は未発表。
2020年2月、トゥカラク近郊でソマリランド軍とプントランド軍が戦闘を行った。
2020年6月、ソマリランド軍はトゥカラク近郊に駐留するプントランド軍への対抗として、トゥカラクの軍備を強化した。
2020年9月、Faysal Falaalugが率いるSSC再解放戦線と名乗る軍閥がトゥカラクのソマリランド軍基地を攻撃し、双方に死者が出た。ソマリランド軍はトゥカラクの戦力を強化した。

## 関連記事
- プントランド・ソマリランド紛争